# Шлямин, Борис Александрович
Бори́с Алекса́ндрович Шля́мин (1909—1973) — советский учёный в области океанологии и климатологии, профессор, доктор географических наук (1959). Ректор Южно-Сахалинского государственного педагогического института (1957—1959).

## Биография
Родился в селе Порецкое Алатырского уезда Симбирской губернии (ныне административный центр Порецкого района Чувашской Республики России. Окончил географический факультет МГУ. Работал научным сотрудником Института океанографии АН СССР. С 1954 профессор кафедры географии, с 1957 до 1959 и в 1963 году ректор Южно-Сахалинского государственного педагогического института, одновременно возглавлял Сахалинский отдел Географического общества СССР. В 1959 году защитил докторскую диссертацию (посвящённую будущему Каспийского моря), став первым доктором наук в ЮСГПИ. В 1963 году избран депутатом Сахалинского областного совета депутатов трудящихся. Умер в 1973 году во время экспедиции на Дальнем Востоке.

## Научная деятельность
Изучал Каспийское, Берингово, Охотское моря, берега Северного Ледовитого океана. В 1949—1950 гг. на китобазе «Слава» ездил в научную экспедицию в Антарктиду. Во второй половине 1950-х занимался изучением климата Сахалинской области. Автор научно-популярных публикаций, научных трудов и монографий.